# Toni Innauer
Anton «Toni» Innauer, född 1 april 1958 i Bezau, Vorarlberg, är en österrikisk tidigare backhoppare, backhoppstränare och idrottsledare. Som backhoppare representerade han SC Bezau.

## Karriär
Toni Innauer debuterade internationellt i tysk-österrikiska backhopparveckan 1973/74, 15 år gammal. Senare 1974 deltog han i VM i Falun utan vidare framgång. Säsongen 1974/75 föll Innauer och skadade sig i första tävlingen i backhopparveckan. Han kom dock starkt tillbaka. 9 mars 1975 vann han som 16-åring en överlägsen seger i Holmenkollen. Han vann också en guldmedalj i junior-EM i finska Lundo.
I backhopparveckan 1975/1976 vann Innauer som 17-åring 3 av de 4 deltävlingarna, men kom på fjärde plats totalt. Under Olympiska spelen 1976 i Innsbruck kom han tvåa efter att han lett tävlingen efter första omgången. Landsmannen Karl Schnabl vann tävlingen i stora backen bara 1,9 poäng före Innauer. Toni Innauer satte två världsrekord mars 1976 (174 och 176 meter) i Heini Klopfer-backen i Oberstdorf. I Holmenkollen blev han tvåa 1976, slagen igen av Karl Schnabl. I junior-VM 1976 i Liberec försvarade han titeln från året innan. 
Under VM i skidflygning 1977 i Vikersund kom han tvåa efter schweizaren Walter Steiner. I backhoppningsveckan lite tidigare på säsongen hade han erövrat en fjärde plats totalt. Han upprepade resultatet även året efter, säsongen 1976/1977.
I några år slet Toni Innauer med relativt allvarliga skador, men i Olympiska spelen 1980 i Lake Placid vann han guldet i normalbacken före Manfred Deckert (Östtyskland) och  Hirokazu Yagi (Japan) som delade silvermedaljen, hela 17,3 poäng efter guldvinnaren Innauer. I stora backen blev han fyra. Tävlingen vanns av Jouko Törmänen (Finland).
Toni Innauer blev historisk då han i Cortina d'Ampezzo 27 december 1979 som den första backhopparen i världen vann en världscuptävling. Han blev nummer 9 totalt i världscupen säsongen 1979/1980. I Engelberg mars 1980 vann han sin andra och sista seger i en deltävling i världscupen. Hösten 1980 skadades Innauer igen och han valde att avsluta backhoppskarriären 1982.

## Senare karriär
Från 1981 studerade Toni Innauer psykologi, filosofi och sport vid universiteten i Innsbruck och Graz. Under perioden 1987 till 1992 var Innauer tränare för det österrikiska landslaget. Sedan var han direktör för nordisk skidsport i Österrikiska Skidförbundet. Då österrikiska landslagstränaren och Innauers bästa vän, Alois Lipburger, omkom i en bilolycka februari 2001, tog Innauer över tränaransvaret för landslaget igen. 10 mars 2010 avslutade Innauer sin tränarkarriär. För närvarande (2012) är han expertkommentator för ZDF (Zweites Deutsche Fernsehen).